# George-Étienne Cartier

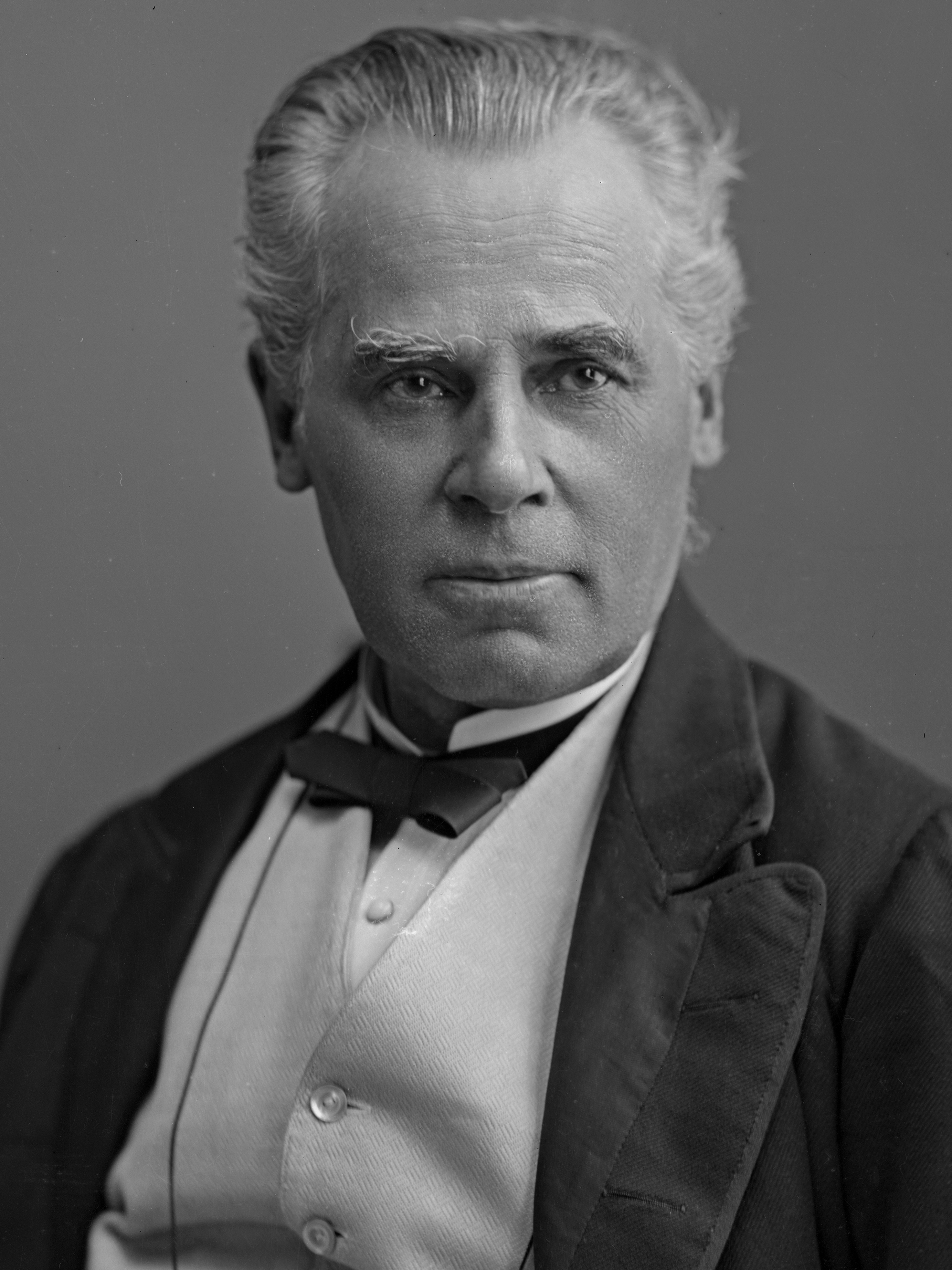
Sir George-Étienne Cartier år 1871.

George-Étienne Cartier, född 6 september 1814 i Saint-Antoine-sur-Richelieu, död 20 maj 1873 i London, var en kanadensisk politiker.
Cartier, som var advokat i Nedre Kanada och deltog i 1837 års franska resning, blev senare en av fransmännens främste ledare i provinsen Kanada. Han var mångårig medlem av representationen och regeringen. Han var med och genomförde Nedre Kanadas anslutning till förbundsstaten Kanada som provinsen Québec och arbetade ivrigt för kommunikationernas förbättrande.